# Poison Girl
"Poison Girl" je pjesma finskog sastava HIM. Objavljena je 3. srpnja 2000. godine kao treći singl s albuma Razorblade Romance, gdje je druga pjesma po redu. Pjesmu je napisao Ville Valo, a producirao ju je John Fryer. Pjesma se plasirala na top liste singlova u Finskoj na broju 3 u i Njemačkoj na broju 34.

## Popis pjesama
Međunarodni CD singl
1. "It's All Tears" (uživo iz Njemačke)
2. "Poison Girl" (uživo)
3. "Right Here in My Arms" (uživo)

Finsko digitalno izdanje
1. "Poison Girl"
2. "Right Here in My Arms" (uživo)
3. "It's All Tears" (uživo)
4. "Poison Girl" (uživo)

Limitirani EP
1. "Poison Girl"
2. "Right Here in My Arms" (uživo)
3. "It's All Tears" (uživo)
4. "Poison Girl" (uživo)*
5. "Multimedia - Part (PC & Mac)":
  - Poison Girl" (spot)*
  - Fotogalerija*
  - Screensaveri*

* samo na limitiranom izdanju

## Ljestvice
| Ljestvica (2000.) | Najviša pozicija |
| ----------------- | ---------------- |
| Finska            | 3                |
| Njemačka          | 34               |